# Julia Swayne Gordon
Julia Swayne Gordon, nata Sarah Victoria Swayne (Columbus, 29 ottobre 1878 – Los Angeles, 28 maggio 1933), è stata un'attrice statunitense, stella del cinema muto, conosciuta anche come Julia Swayne o Julia Swayne-Gordon.
Ha partecipato a circa 230 film tra il 1908 e il 1933.

## Biografia
Nata Columbus, nell'Ohio, fu la protagonista della prima versione cinematografica della leggenda di Lady Godiva nel 1911 in Lady Godiva.  Debuttò nel 1908, con un film della Vitagraph, nel ruolo di Desdemona in Othello, versione della tragedia di Shakespeare, firmata da William V. Ranous. All'inizio della sua carriera, fu diretta più di una volta da James Stuart Blackton, uno dei pionieri del cinema.
Apparve in numerosissimi film muti, ricordata ancora oggi soprattutto per il suo ruolo in Ali del 1927, dove interpreta la madre di uno dei protagonisti: una interpretazione commovente e intensa, che emoziona lo spettatore nel momento in cui saluta il figlio che parte per andare a combattere in Francia.
Julia Swayne Gordon è morta a Los Angeles nel 1933, all'età di 55 anni.

## Filmografia

### 1908
- Othello, regia di William V. Ranous – cortometraggio (1908)
- Richard III co-regia di James Stuart Blackton e William V. Ranous – cortometraggio (1908)
- The Merchant of Venice, regia di James Stuart Blackton – cortometraggio (1908)

### 1909
- King Lear, co-regia di James Stuart Blackton e William V. Ranous – cortometraggio (1909)
- A Midsummer Night's Dream, co-regia di Charles Kent e James Stuart Blackton – cortometraggio (1909)

### 1910
- Twelfth Night, regia di Eugene Mullin, Charles Kent – cortometraggio (1910)
- Jean Goes Fishing, regia di Laurence Trimble – cortometraggio (1910)
- Clancy, regia di Ray Myers – cortometraggio (1910)

### 1911
- Society and the Man, regia di J. Stuart Blackton (1911)
- A Tale of Two Cities, regia di Charles Kent (o William Humphrey?) (1911)
- An Aching Void (1911)
- Though Your Sins Be as Scarlet, regia di Charles Kent (1911)
- A Klondike Steal; or, The Stolen Claim (1911)
- The Peace Offering; or, The Absconding Bridget, regia di Ralph Ince (1911)
- Hungry Hearts ; or, ''The Children of Social Favorites (1911)
- The Welcome of the Unwelcome (1911)
- A Dead Man's Honor (1911)
- The Ends of the Earth (1911)
- The Sacrifice, regia di Van Dyke Brooke (1911)
- Barriers Burned Away (1911)
- A Quaker Mother (1911)
- Courage of Sorts (1911)
- The Battle Hymn of the Republic (1911)
- In Northern Forests (1911)
- Snow Bound with a Woman Hater (1911)
- The Lure of Vanity (1911)
- Treasure Trove (1911)
- Billy the Kid, regia di Laurence Trimble (1911)
- How Betty Won the School (1911)
- A Friendly Marriage (1911)
- Forgotten; or, An Answered Prayer, regia di Van Dyke Brooke (1911)
- Carr's Regeneration (1911)
- Daddy's Boy and Mammy (1911)
- The Missing Will (1911)
- Selecting His Heiress (1911)
- The Cabin Boy (1911)
- Lady Godiva (1911)
- The Foolishness of Jealousy (1911) (come Julia Swayne)
- A Message from Beyond (1911)
- Suffer Little Children, regia di Charles Kent (1911)
- Saving the Special (1911)
- Fires of Driftwood (1911)

### 1912
- Captain Jenks' Dilemma – cortometraggio (1912)
- The Meeting of the Ways – cortometraggio (1912)
- Tom Tilling's Baby – cortometraggio (1912)
- Her Boy – cortometraggio (1912)
- Playmates – cortometraggio (1912)
- The Chocolate Revolver – cortometraggio (1912)
- The Love of John Ruskin – cortometraggio (1912)
- Her Last Shot – cortometraggio (1912)
- Stenographers Wanted – cortometraggio (1912)
- The Diamond Brooch – cortometraggio (1912)
- Cardinal Wolsey, regia di J. Stuart Blackton e Laurence Trimble – cortometraggio (1912)
- Mrs. Carter's Necklace, regia di Van Dyke Brooke – cortometraggio (1912)
- Burnt Cork – cortometraggio (1912)
- At Scrogginses' Corner, regia di Hal Reid – cortometraggio (1912)
- The Jocular Winds of Fate – cortometraggio (1912)
- The Woman Haters, regia di Hal Reid – cortometraggio (1912)
- The Pink Pajama Girl – cortometraggio (1912)
- The Victoria Cross, regia di Hal Reid – cortometraggio (1912)
- The Lady of the Lake, regia di J. Stuart Blackton – cortometraggio (1912)
- The Cylinder's Secret – cortometraggio (1912)
- The Light That Failed Vitagraph – cortometraggio (1912)
- The Days of Terror; or, In the Reign of Terror, regia di Charles Kent – cortometraggio (1912)
- The Gamblers – cortometraggio (1912)
- The Troublesome Step-Daughters, regia di George D. Baker – cortometraggio (1912)
- A Bunch of Violets, regia di Edwin R. Phillips – cortometraggio (1912)
- Conscience, regia di Van Dyke Brooke e Maurice Costello – cortometraggio (1912)
- Rock of Ages – cortometraggio (1912)
- Wanted, a Sister, regia di James Young – cortometraggio (1912)
- Vultures and Doves – cortometraggio (1912)
- Flirt or Heroine, regia di Van Dyke Brooke – cortometraggio (1912)
- Coronets and Hearts – cortometraggio (1912)
- The Higher Mercy, regia di William V. Ranous – cortometraggio (1912)
- Her Choice, regia di Ralph Ince – cortometraggio (1912)
- Father's Hot Toddy – cortometraggio (1912)
- Bettina's Substitute; or, There's No Fool Like an Old Fool – cortometraggio (1912)
- Lord Browning and Cinderella, regia di Van Dyke Brooke – cortometraggio (1912)
- Song of the Shell, regia di Ralph Ince – cortometraggio (1912)
- Ida's Christmas, regia di Van Dyke Brooke – cortometraggio (1912)
- Two Women and Two Men, regia di Van Dyke Brooke – cortometraggio (1912)
- Freckles, regia di Frederick A. Thomson – cortometraggio (1912)

### 1913
- The Wings of a Moth, regia di Laurence Trimble – cortometraggio (1913)
- Thou Shalt Not Kill, regia di Hal Reid – cortometraggio (1913)
- The Vengeance of Durand; or, The Two Portraits, regia di J. Stuart Blackton – cortometraggio (1913)
- When Mary Grew Up, regia di James Young – cortometraggio (1913)
- Buttercups, regia di Frederick A. Thomson – cortometraggio (1913)
- Beau Brummel, regia di James Young – cortometraggio (1913)
- Red and White Roses – cortometraggio (1913)
- His Honor, the Mayor – cortometraggio (1913)
- The Artist's Great Madonna – cortometraggio (1913)
- Tricks of the Trade, regia di Frederick A. Thomson – cortometraggio (1913)
- His House in Order; or, The Widower's Quest – cortometraggio (1913)
- The Drop of Blood, regia di Frederick A. Thomson – cortometraggio (1913)
- The Lion's Bride, regia di Frederick A. Thomson – cortometraggio (1913)
- The Tiger Lily, regia di Van Dyke Brooke – cortometraggio (1913)
- The Lady and the Glove – cortometraggio (1913)
- The Kiss of Retribution – cortometraggio (1913)
- The Fruits of Vengeance, regia di Frederick A. Thomson – cortometraggio (1913)
- Luella's Love Story – cortometraggio (1913)
- The Warmakers – cortometraggio (1913)
- Daniel, regia di Fred Thomson (Frederick A. Thomson) (1913)
- The Whimsical Threads of Destiny – cortometraggio (1913)

### 1914
- Hearts of Women, regia di William Humphrey e Tefft Johnson[1] (1914)
- A Million Bid, regia di Ralph W. Ince (1914)
- Back to Broadway, regia di Ralph Ince (1914)
- The Idler, regia di Tefft Johnson (1914)
- Old Reliable, regia di Van Dyke Brooke (1914)
- The Girl from Prosperity, regia di Ralph Ince (1914)
- The Battle of the Weak, regia di Theodore Marston (1914)
- He Never Knew (1914)
- The Vanity Case, regia di Theodore Marston (1914)
- Shadows of the Past, regia di Ralph Ince (1914)
- Uncle Bill, regia di Ralph Ince (1914)
- The Painted World, regia di Ralph Ince (1914)
- The Hidden Letters, regia di Van Dyke Brooke (1914)
- Four Thirteen, regia di Ralph Ince (1914)
- Two Women, regia di Ralph Ince (1914)
- An Affair for the Police, regia di William Humphrey (1914)
- The Sins of the Mothers, regia di Ralph Ince (1914)

### 1915
- The Juggernaut, regia di Ralph Ince (1915)
- Lifting the Ban of Coventry, regia di Wilfrid North (1915)
- Mr. Jarr and the Lady Reformer, regia di Harry Davenport (1915)
- Mr. Jarr's Magnetic Friend, regia di Harry Davenport (1915)
- The Esterbrook Case (1915)
- L'invasione degli Stati Uniti (The Battle Cry of Peace), regia di J. Stuart Blackton e Wilfrid North (1915)
- Life's Yesterdays, regia di Lorimer Johnston (1915)
- The Tigress, regia di Lorimer Johnston (1915)
- Hearts Ablaze, regia di Lorimer Johnston (1915)
- Wasted Lives, regia di Theodore Marston (1915)
- The Thirteenth Girl, regia di Theodore Marston (1915)

### 1916
- My Lady's Slipper, regia di Ralph Ince (1916)
- The Island of Surprise, regia di Paul Scardon (1916)
- Out of the Quagmire, regia di Theodore Marston (1916)
- The Suspect, regia di S. Rankin Drew (1916)
- The Daring of Diana, regia di S. Rankin Drew (1916)
- The Scarlet Runner, regia di William P.S. Earle e Wally Van (1916)
- The Enemy, regia di Paul Scardon (1916)

### 1917
- Her Right to Live, regia di Paul Scardon (1917)
- Arsene Lupin, regia di Paul Scardon (1917)
- The Hawk, regia di Paul Scardon (1917)
- Clover's Rebellion, regia di Wilfrid North (1917)
- The Soul Master, regia di Marguerite Bertsch (1917)
- The Maelstrom, regia di Paul Scardon (1917)
- A Son of the Hills, regia di Harry Davenport (1917)
- The Message of the Mouse, regia di James Stuart Blackton (1917)
- Soldiers of Chance, regia di Paul Scardon (1917)
- In the Balance, regia di Paul Scardon (1917)

### 1918
- The Desired Woman, regia di Paul Scardon (1918)
- Over the Top, regia di Wilfrid North (1918)
- The Soap Girl, regia di Martin Justice (1918)
- Love Watches, regia di Henry Houry (1918)

### 1919
- Miranda contro i banditi dell'Oregon (The Captain's Captain), regia di Tom Terriss (1919)
- The Girl Problem, regia di Kenneth S. Webb (1919)
- Miss Dulcie from Dixie, regia di Joseph Gleason (1919)
- Two Women, regia di Ralph Ince (1919)
- A Stitch in Time, regia di Ralph Ince (1919)
- The Painted World, regia di Ralph Ince (1919)
- Shadows of the Past (1919)
- The Girl-Woman, regia di Thomas R. Mills (1919)
- The Bramble Bush, regia di Tom Terriss (1919)
- The Moonshine Trail, regia di J. Stuart Blackton (1919)

### 1920
- Greater Than Fame, regia di Alan Crosland (1920)
- The Friendly Call, regia di Thomas R. Mills (1920)
- Lifting Shadows, regia di Léonce Perret (1920)
- A Child for Sale, regia di Ivan Abramson (1920)
- For Love or Money, regia di Burton L. King (1920)
- Eliotropio (Heliotrope), regia di George D. Baker (1920)

### 1921
- The Silver Lining, regia di Roland West (1921)
- The Passionate Pilgrim, regia di Robert G. Vignola (1921)
- Behind Masks, regia di Frank Reicher (1921)
- Love, Hate and a Woman, regia di Charles Horan (1921)
- Burn 'Em Up Barnes, regia di George Beranger e Johnny Hines (1921)
- Why Girls Leave Home, regia di William Nigh (1921)
- Handcuffs or Kisses, regia di George Archainbaud (1921)
- Shams of Society, regia di Thomas B. Walsh (1921)

### 1922
- My Old Kentucky Home, regia di Ray C. Smallwood (1922)
- What's Wrong with the Women?, regia di R. William Neill (Roy William Neill) (1922)
- Wildness of Youth, regia di Ivan Abramson (1922)
- When the Desert Calls, regia di Ray C. Smallwood (1922)
- Till We Meet Again, regia di William Christy Cabanne (1922)
- How Women Love, regia di Kenneth S. Webb (1922)
- Women Men Marry, regia di Edward Dillon (1922)
- The Darling of the Rich, regia di John G. Adolfi (1922)

### 1923
- Dark Secrets, regia di Victor Fleming (1923)
- The Tie That Binds, regia di Joseph Levering (1923)
- You Can't Fool Your Wife, regia di George Melford (1923)
- Scaramouche, regia di Rex Ingram (1923)

### 1925
- Not So Long Ago, regia di Sidney Olcott (1925)
- The Wheel, regia di Victor Schertzinger (1925)
- Lights of Old Broadway, regia di Monta Bell (1925)

### 1926
- The Far Cry, regia di Silvano Balboni (1926)
- Bride of the Storm, regia di J. Stuart Blackton (1926)
- Early to Wed, regia di Frank Borzage (1926)
- Diplomacy, regia di Marshall Neilan (1926)

### 1927
- Cosetta (It) co-regia Clarence G. Badger e, non accreditato, Josef von Sternberg (1927)
- Heaven on Earth, regia di Phil Rosen (1927)
- Il re dei re (The King of Kings), regia di Cecil B. DeMille (1927)
- I figli del divorzio (Children of Divorce), regia di Frank Lloyd e Josef von Sternberg (1927)
- Ali (1927)

### 1928
- 13 Washington Square, regia di Melville W. Brown (1928)
- Hearts of Men, regia di James P. Hogan (1928)
- The Smart Set, regia di Jack Conway (1928)
- The Scarlet Dove, regia di Arthur Gregor (1928)
- Road House, regia di Richard Rosson (1928)
- I vichinghi (The Viking), regia di Roy William Neill (1928)
- Una donnina energica (Three Weekends), regia di Clarence G. Badger (1928)

### 1929
- La nuova generazione (The Younger Generation), regia di Frank Capra (1929)
- La raffica (The Eternal Woman), regia di John P. McCarthy (1929)
- Trafalgar (The Divine Lady), regia di Frank Lloyd  (1929)
- Scandalo (Scandal), regia di Wesley Ruggles (1929)
- The Girl in the Glass Cage, regia di Ralph Dawson (1929)
- Cercatrici d'oro (Gold Diggers of Broadway), regia di Roy Del Ruth (1929)
- Is Everybody Happy?, regia di Archie Mayo (1929)

### 1930
- Dumbbells in Ermine, regia di John G. Adolfi (1930)
- The Dude Wrangler, regia di Richard Thorpe (1930)
- For the Love o' Lil, regia di Victor Heerman e James Tinling (1930)
- Today, regia di William Nigh (1930)

### 1931
- The Primrose Path, regia di William A. O'Connor (1931)
- Captain Applejack, regia di Hobart Henley (1931)
- The Drums of Jeopardy, regia di George B. Seitz (1931)
- Misbehaving Ladies, regia di William Beaudine (1931)
- Up for Murder, regia di Monta Bell (1931)
- The Common Law, regia di Paul L. Stein (1931)
- The False Madonna, regia di Stuart Walker (1931)

### 1932
- L'uomo che ho ucciso (Broken Lullaby), regia di Ernst Lubitsch (1932)
- The Golden West (1932)
- Secrets of the French Police (1932)

### 1933
- Hello, Everybody! (1933)